# Gris (canción de J Balvin)
«Gris» es una canción del cantante colombiano J Balvin. Se lanzó el 8 de abril de 2020, como el octavo sencillo dentro de su álbum de estudio en solitario Colores.

## Antecedentes y lanzamiento
El sencillo y el vídeo fueron anunciados por Balvin a través de sus redes sociales el 7 de abril de 2020. Junto a la publicación, compartió un avance del video musical de «Gris», donde se muestra al cantante con negra, acostado en una cama de color gris. La pista se estrenó el 8 de abril de 2020, como el octavo sencillo dentro de su álbum Colores.

## Composición
El tema fue escrito por el cantante junto a Alejandro Ramírez, René Cano, Justin Quiles y Michael Brun, mientras que la producción fue llevada a cabo por Sky Rompiendo.
En una entrevista para Apple Music, Balvin comentó que «Gris fue el color predominante en el álbum, la letra se trata de cuando quieres ser el mejor para tu pareja, pero esa persona no ve el valor de lo que haces, y no para de juzgarte por los errores que cometiste en el pasado.

## Vídeo musical
El video musical de «Gris» se estrenó el 8 de abril de 2020 y fue dirigido por Colin Tilley. En él se ve al cantante representado una relación tóxica.

## Posicionamiento en listas
| Listas (2020)                    | Mejor posición |
| -------------------------------- | -------------- |
| España (PROMUSICAE)              | 8              |
| Estados Unidos (Hot Latin Songs) | 38             |

## Certificaciones
| País (organismo certificador) | Certificación | Unidades certificadas |
| ----------------------------- | ------------- | --------------------- |
| España (PROMUSICAE)           | Oro           | 20 000                |